# بيكيم فهميو
بيكيم فهميو (1 يونيو 1936 - 15 يونيو 2010) كان ممثل يوغسلافي من أصل ألباني. كان أول شخص من أوروبا الشرقية يمثل في هوليوود خلال الحرب الباردة.

## روابط خارجية
- بيكيم فهميو على موقع IMDb (الإنجليزية)
- بيكيم فهميو على موقع ألو سيني (الفرنسية)
- بيكيم فهميو على موقع أول موفي (الإنجليزية)
- بيكيم فهميو على موقع قاعدة بيانات الأفلام السويدية (السويدية)
- بيكيم فهميو على موقع قاعدة بيانات الفيلم (الإنجليزية)
- بيكيم فهميو على موقع كينوبويسك (الروسية)